# Jusup Wilkosz
Jusup Wilkosz (* 8. November 1948 in Heilbronn; † 19. November 2019 in Leonberg) war ein deutscher Bodybuilder.

## Leben
Wilkosz war eines von acht Kindern einer Familie, seine Eltern stammten aus Lwiw. Während seiner Lehre zum Fernmeldesekretär bei der Bundespost kam er zum Krafttraining. So gewann er einen Jugendmeistertitel im Gewichtheben.
Seine sportlichen Erfolge als Bodybuilder verschafften ihm diverse Auftritte, die ihn einer breiteren Öffentlichkeit bekannt machten. Er trat etwa bei den Montagsmalern und im Aktuellen Sportstudio auf. Claus Peymann ließ Wilkosz am Schauspielhaus Stuttgart in der Operette Die Blume von Hawaii auftreten. In der 1982 ausgestrahlten SWF-Vorabendserie Rom ist in der kleinsten Hütte spielte Wilkosz Hatto, den Germanen 1981 kam es zu einer öffentlichen Kontroverse mit Joseph Beuys, dem Wilkosz in seiner Autobiographie Was würde bloß die Emma dazu sagen? vorwarf, dass er "uns sicherlich noch ein paar Jahre lang nasführen [wird]. Dann wird er seinen Hut nehmen - jenen verbeulten Hut, den er angeblich niemals absetzt - und den Mammon zählen, den ihm seine Mammut-Eulenspiegelei eingebracht hat." Beuys entgegnete, dass Bodybuilding "doch etwas die Intelligenz zu beeinflussen" scheine.
Im Jahr 1985 gab Wilkosz seine Beamtenstelle bei der Bundespost auf und gründete zusammen mit Peter Gottlob ein 1000 m² großes Fitnessstudio in Fellbach, das er ab 1987 alleine führte. Der Krebstod seiner Frau Ruth im Dezember 1989 stürzte Wilkosz in eine derartige psychische Krise, dass ihm ein Gerichtsgutachter später eine "paranoide Entwicklung" aufgrund längerer sozialer Isolation während des Jahrs 1990 bescheinigte. 1991 verbrachte Wilkosz vier Wochen in Untersuchungshaft, nachdem er einen Inkassovertreter der Neckarwerke mit Handschellen gefesselt und einer Armbrust bedroht hatte. Ein Spezialeinsatzkommando befreite den Mann. Wegen "aufgehobener Einsichtsfähigkeit" von Wilkosz wurde das Verfahren gegen ihn eingestellt. Ebenfalls eingestellt wurde ein Verfahren gegen Wilkosz vor dem Amtsgericht Waiblingen im April 1992 wegen Betrugs und unerlaubtem Waffenbesitzes. Wilkosz war vorgeworfen worden, Mitgliedsbeiträge für sein Fitnessstudio noch eingefordert zu haben, als ihm die Kündigung des Mietvertrags zum 1. März 1990 bekannt war. Aufgrund seiner psychischen Probleme verbrachte Wilkosz einige Zeit in der Psychiatrie. 20 Jahre lang lebte Wilkosz zurückgezogen in einer 40-m²-Wohnung in Leonberg. Aus der Isolation fand Wilkosz wieder heraus, als Heiger Ostertag eine "romanhafte Biografie" über ihn verfasste und die beiden zur Vorstellung auf Tour durch die deutschen Fitnessstudios gingen.
Im Sommer 2018 fand in Oberkirch eine Benefizveranstaltung zugunsten von Wilkosz statt.

## Körpermaße
- Größe: 185 cm
- Gewicht: zu Wettkämpfen ca. 115 kg

## Erfolge
- 1979 Deutsche Body Building Meisterschaft – 1. Platz
- 1979 Amateurweltmeisterschaft im Body Building – 1. Platz
- 1979 Mr. Universe – 1. Platz
- 1980 IFBB Pro Mr. Universe – 1. Platz
- 1981 Mr. Olympia – 6. Platz
- 1982 Mr. Olympia – 10. Platz
- 1983 Mr. Olympia – 6. Platz
- 1983 Grand Prix Switzerland – 4. Platz
- 1983 Grand Prix Sweden – 3. Platz
- 1983 Grand Prix World – 3. Platz
- 1984 Mr. Olympia – 3. Platz
- 1986 Mr. Olympia – 12. Platz

## Buch
- Was würde bloß die Emma dazu sagen?, Stuttgart, HaWe-Verlag 1980

## Werke zu und mit Jusup Wilkosz
- Heiger Ostertag: Was bleibt – Die Reise des Jusup W., SWB-Verlag, Stuttgart 2007, mehrere Auflagen, ISBN 978-3-938719-84-8
- Der Wille, die Kraft, der Sieg – Videofilm, Buch und Regie: Dieter Eichler